# Rahuri
Rahuri es una ciudad y  municipio situada en el distrito de Ahmednagar en el estado de Maharashtra (India). Su población es de 38813 habitantes (2011). 

## Demografía
Según el censo de 2011 la población de Rahuri era de 38813 habitantes, de los cuales 20140 eran hombres y 18673 eran mujeres. Rahuri tiene una tasa media de alfabetización del 83,69%, superiora la media estatal del 82,34%: la alfabetización masculina es del 89,54%, y la alfabetización femenina del 77,51%.